# Гербы Калужской области
Список гербов муниципальных образований Калужской области Российской Федерации.
На 1 января 2020 года в Калужской области насчитывалось 304 муниципальных образования — 2 городских округа, 24 муниципальных района, 26 городских поселений и 252 сельских поселения.

## Гербы городских округов
| Герб | Наименование  | Дата утверждения  | Номер в ГГР |
| ---- | ------------- | ----------------- | ----------- |
|      | Герб Калуги   | 30 мая 2000 года  | 587         |
|      | Герб Обнинска | 29 июня 2005 года | 1969        |

## Гербы муниципальных районов
Все 24 муниципальных района области имеют утверждённые гербы, внесённые в Государственный геральдический регистр Российской Федерации.

## Гербы городских поселений
| Герб | Наименование                                                         | Дата утверждения | Номер в ГГР |
| ---- | -------------------------------------------------------------------- | ---------------- | ----------- |
|      | Герб городского поселения «Город Балабаново» Боровского района       | 18 февраля 2000  | 635         |
|      | Герб городского поселения «Город Белоусово» Жуковского района        | 13 января 2000   | 579         |
|      | Герб городского поселения «Город Боровск» Боровского района          | 26 июля 2006     | 697         |
|      | Герб городского поселения «Посёлок Воротынск» Бабынинского района    | 24 февраля 2011  | 6657        |
|      | Герб городского поселения «Посёлок Детчино» Малоярославецкого района | 24 февраля 2011  | 561         |
|      | Герб городского поселения «Город Ермолино» Боровского района         | 26 декабря 1999  | 696         |
|      | Герб городского поселения «Город Жиздра» Жиздринского района         | 25 октября 2002  | 1093        |
|      | Герб городского поселения «Город Козельск» Козельского района        | 3 мая 2012       | 7726        |
|      | Герб городского поселения «Город Кремёнки» Жуковского района         | 26 января 2001   | 689         |

| Герб | Наименование                                                             | Дата утверждения | Номер в ГГР |
| ---- | ------------------------------------------------------------------------ | ---------------- | ----------- |
|      | Герб городского поселения «Город Людиново» Людиновского района           | 28 ноября 2008   | 4678        |
|      | Герб городского поселения «Город Малоярославец» Малоярославецкого района | 9 ноября 1999    | 571         |
|      | Герб городского поселения «Город Медынь» Медынского района               | 11 октября 2006  | 2653        |
|      | Герб городского поселения «Город Мещовск» Мещовского района              | 11 сентября 2003 | 1329        |
|      | Герб городского поселения «Посёлок Полотняный Завод» Дзержинского района | 22 марта 2018    | 11854       |
|      | Герб городского поселения «Город Сосенский» Козельского района           | 12 ноября 2002   | 1103        |
|      | Герб городского поселения «Город Сухиничи» Сухиничского района           | 30 января 2019   | 12160       |
|      | Герб городского поселения «Город Таруса» Тарусского района               | 6 июля 2020      | 13226       |

## Гербы сельских поселений
| Герб | Наименование                                                        | Дата утверждения | Номер в ГГР |
| ---- | ------------------------------------------------------------------- | ---------------- | ----------- |
|      | Герб сельского поселения «Село Ахлебинино» Перемышльского района    | 22 июля 2018     | 11956       |
|      | Герб сельского поселения «Посёлок Бетлица» Куйбышевского района     | 27 мая 2009      | 5031        |
|      | Герб сельского поселения «Посёлок Детчино» Малоярославецкого района | 15 сентября 1999 | 561         |
|      | Герб сельского поселения «Село Дуброво» Кировского района района    | 18 апреля 2019   | 12263       |
|      | Герб сельского поселения «Село Ильинское» Малоярославецкого района  | 27 марта 2019    | 12295       |
|      | Герб сельского поселения «Село Климов Завод» Юхновского района      | 30 октября 2020  |             |
|      | Герб сельского поселения «Село Корекозево» Перемышльского района    | 7 января 2019    | 12182       |

| Герб | Наименование                                                                        | Дата утверждения | Номер в ГГР |
| ---- | ----------------------------------------------------------------------------------- | ---------------- | ----------- |
|      | Герб сельского поселения «Село Кременское» Медынского района                        | 22 июля 2010     | 6332        |
|      | Герб сельского поселения «Деревня Малая Песочня» Кировского района                  | 30 октября 2018  | 12075       |
|      | Герб сельского поселения "Сельское поселение «Село Перемышль» Перемышльского района | 23 ноября 2018   | 12154       |
|      | Герб сельского поселения "Сельское поселение «Село Серпейск» Мещовского района      | 15 ноября 2017   | 11603       |
|      | Герб сельского поселения «Село Спас-Загорье» Малоярославецкого района               | 14 октября 2019  | 12880       |
|      | Герб сельского поселения «Деревня Хотисино» Перемышльского района                   | 27 июня 2019     | 12424       |

## Гербы упразднённых МО
| Герб | Наименование                                                    | Дата утверждения | Утратил силу  | Номер в ГГР | Примечание |
| ---- | --------------------------------------------------------------- | ---------------- | ------------- | ----------- | --- |
|      | Герб сельского поселения «Угорская волость» Дзержинского района | 19 февраля 2004  | 2 января 2015 | 1431        | Законом Калужской области от 23 декабря 2014 года № 657-ОЗ, сельское поселение «Угорская волость» разделено на два муниципальных образования: сельское поселение «Деревня Никольское» и сельское поселение «Угорское». |